# سوكا غاكاي
سوكا غاكّاي (باليابانية: 創価学会) تعني حرفياً «مجتمع خلق القيم» هو حركة دينية يابانية جديدة انحدرت من مذهب نيتشيرين البوذي. تأسست الحركة عام 1930 ولها علاقة قوية مع حزب كوميتو الجديد. كما أسست سوكا غاكاي العالمية كفرع لسوكا غاكاي عام 1975.
تتعرض سوكا غاكّاي للكثير من النقد داخل اليابان وخارجه بسبب سياساتها وأعمالها.
تصرح سوكا غاكاي عن وجود 13 مليون منتسب لها، 10 ملايين منهم داخل اليابان.